# 全日本水道労働組合
全日本水道労働組合（ぜんにほんすいどうろうどうくみあい、略称：全水道（ぜんすいどう）、英語：All Japan Water Supply Works Union）は、日本の水道・下水道・ガス事業等に関わる地方公営企業、民間企業に働く労働者による労働組合の連合体である。
日本労働組合総連合会（連合）、公務公共サービス労働組合協議会（公務労協）、国際公務労連（PSI）に加盟している。

## 概要
戦後しばらく、地方自治体の水道関係労組は主に、自治労連や自治労協（共に現自治労）などの傘下にあった。1951年11月17日になって全国水道労働組合連合会（全水連）が結成される。全水連は、1960年に結成された主要大都市水道労組連絡協議会（主大水協）を1961年に統合し、全日本水道労働組合となる。
しかし、組織の関係上、多くの水道労組が自治労に所属しており、組織はさほど大きくはなれなかった。そんな中、2001年に自治労や日本都市交通労働組合（都市交）との組織統合の話が持ち上がった。三単産は2006年4月14日に地公三単産組織統合準備会を発足させ、完全な統合をめざしているが、それまでの過渡的な連合体として、2007年9月11日に地域公共サービス労働組合連合会を発足させた。しかし、2009年4月、統合は取り止めとなり、地域公共サービス労働組合連合会も解散することとなった。

### 活動内容
組合員の雇用や労働条件、反戦平和運動、人権、環境問題に取り組む。また全日本水道労働組合退職者協議会（全水道退職協）や、青年女性部もある。全日本水道労働者共済組合（全水道共済）、財団法人全水道会館の事業運営では、組合員の互助事業、福利厚生事業を行っている。

## 支持政党
上部団体である連合のもとで、立憲民主党、社会民主党等を支持している。組織内議員は立憲民主党の森山浩行と武内則男。

## 組織
本部組織
- 大会
- 中央委員会
- 中央執行委員会

地方組織
- 地方本部（地本）8地本体制：北海道、東北、関東、北信越、近畿東海、中国、四国、九州
  - 単位組合（単組）
    - 単組傘下の単位組合、支部、分会など

関連組織
- 全日本水道労働組合退職者協議会（全水道退職協）
- 全日本水道労働者共済組合（全水道共済）
- 財団法人全水道会館

## 加盟組合

### 北海道地方本部
- 釧路水道労働組合
- 旭川水道労働組合
- 札幌水道労働組合
- 苫小牧水道労働組合
- 室蘭水道労働組合
- 小樽水道労働組合
- 函館水道労働組合
- 西空知広域水道企業団労働組合

### 東北地方本部
| 青森県 - 青森水道労働組合 - 弘前水道労働組合 - 八戸圏域水道労働組合 - 北奥羽水道総合サービス労働組合 岩手県 - 盛岡水道労働組合 秋田県 - 秋田水道労働組合 | 山形県 - 山形水道労働組合 - 鶴岡水道労働組合 - 最上川中部水道企業団労働組合 宮城県 - 石巻地方広域水道企業団労働組合 - 塩釜水道労働組合 - 仙台水道労働組合 - 仙台市水道検針員ユニオン | 福島県 - 福島水道労働組合 - 郡山水道労動組合 - 会津若松水道労働組合 - いわき水道労働組合 |

### 関東地方本部
| 栃木県 - 宇都宮水道労働組合 - 足利水道労働組合 - 鹿沼水道労働組合 茨城県 - 日立水道労働組合 - 日立水道検針員労働組合 - ひたちなか市水道労働組合 - 水戸水道労働組合 - 湖北水道労働組合 - 茨城県南水道労働組合 | 千葉県 - 銚子水道労働組合 - 九十九里水道労働組合 - 長生広域水道労働組合 - 木更津水道労働組合 - 千葉県水道労働組合 - 東総広域水道労働組合 | 埼玉県 - さいたま市水道労働組合 - さいたま市水道委託者労働組合 - 埼玉水道サービス公社労働組合 - 所沢水道労働組合 東京都 - 東京水道労働組合 | 神奈川県 - 川崎水道労働組合 - 横浜水道労働組合 - 横須賀水道労動組合 - 神奈川広域水道労働組合 山梨県 - 甲府水道労働組合 - 南アルプス市公営企業労働組合 - 峡北水道労働組合 |

### 北信越地方本部
| 新潟県 - 新潟水道労働組合 - 長岡水道労働組合 - 上越ガス水道労働組合 - 三条市水道労働組合 - 柏崎市ガス水道労働組合 | 長野県 - 長野水道労働組合 - 上田市水道労働組合 - 大町水道労働組合 - 松本水道労働組合 - 塩尻水道労働組合 - 諏訪市公営企業労働組合 - 佐久水道労働組合 | 富山県 - 富山水道労働組合 - 射水上水道企業団労働組合 | 石川県 - 金沢市公営企業労働組合 - 加賀市水道労働組合 |

### 近畿東海地方本部
| 岐阜県 - 岐阜水道労働組合 愛知県 - 一宮水道労働組合 - 岡崎水道労働組合 | 三重県 - 桑名市水道労働組合 - 四日市上下水道職員労働組合 - 伊賀水道労働組合 - 鈴鹿水道労働組合 奈良県 - 天理水道労働組合 | 京都府 - 京都市水道労働組合 - 京都市水道サービス協会職員労働組合 大阪府 - 大阪市水道労働組合 - 大阪水道総合サービス労働組合 - 第一環境大阪営業所労働組合 兵庫県 - 神戸市水道労働組合 - 神戸市水道サービス公社労働組合 |

### 中国地方本部
| 岡山県 - 岡山水道労働組合 - 津山水道労働組合 - 備前水道労働組合 - 瀬戸内市水道労働組合 - 赤磐市公営企業職員労働組合 | 広島県 - 尾道水道労働組合 - 三原水道労働組合 - 呉水道労働組合 - 広島水道労働組合 - 広島下水道労働組合 | 鳥取県 - 鳥取水道労働組合 - 米子水道労働組合 島根県 - 出雲水道労働組合 | 山口県 - 光水道労働組合 |

### 四国地方本部
| 香川県 - 高松水道労働組合 - 坂出水道労働組合 - 香川県水道労働組合 - 観音寺水道労働組合 - 多度津水道労働組合 - 丸亀水道労働組合 | 愛媛県 - 宇和島水道労働組合 | 高知県 - 高知水道労働組合 | 徳島県 - 鳴門水道労働組合 - 徳島水道労働組合 |

### 九州地方本部
| 福岡県 - 福岡市水道サービス公社労働組合 大分県 - 別府水道労働組合 佐賀県 - 佐賀水道労働組合 - 佐賀西部広域水道企業団労働組合 | 長崎県 - 佐世保水道労働組合 - 大村水道労働組合 熊本県 - 熊本水道労働組合 - 大津菊陽水道労働組合 - 熊本市水道サービス公社労働組合 | 宮崎県 - 宮崎水道労働組合 - 宮崎官工事労働組合 鹿児島県 - 鹿児島水道労働組合 - 鹿屋水道労働組合 | 沖縄県 - 沖縄県企業局水道労働組合 |